# Unai Exposito Medina
Unai Exposito Medina (Baracaldo, 23 januari 1980) is een gewezen Spaanse voetballer. Hij heeft de jeugdreeksen van Athletic Club de Bilbao doorlopen.
In 1998 debuteerde hij in de Tercera División met CD Baskonia, dat nauw samenwerkt met Athletic Club de Bilbao en als C ploeg wordt beschouwd. Eén seizoen later deed hij de overstap naar de B ploeg, Bilbao Athletic, dat één reeks hoger uitkwam in de Segunda División B. Zijn opmars werd beloond door zijn intrede in Primera División met achtereenvolgens één seizoen CD Numancia (seizoen 2002-2003), twee seizoenen CA Osasuna (seizoenen 2003-2005) en zijn terugkeer naar Athletic Club de Bilbao voor drie seizoenen (seizoenen 2005-2008).
Na deze periode op het hoogste niveau stapte hij over naar Hércules CF, de club uit Alicante die tijdens het seizoen 2008-2009 vierde eindigde in Segunda División A en daardoor de promotie naar het hoogst niveau net misloopt.
Na dit ene seizoen stapte hij in het seizoen 2009-2010 over naar de nieuwe reeksgenoot FC Cartagena, waar hij een van de spelbepalende figuren was van het succes van de vijfde plaats in het eindklassement.  Door dit succes werd hij behouden voor het team 2010-2011.  Op het einde van dit tweede seizoen speelde de ploeg heel slecht en miste zij de eindronde om een bijkomende stijger aan te duiden.  De ploegleiding besliste om een heel nieuwe ploeg op te bouwen en Exposito werd een van de slachtoffers.
Maar hij vond snel onderdak voor het seizoen 2011-2012 in dezelfde reeks door terug te keren naar CD Numancia en er een contract van twee seizoenen te tekenen.  Bij de ploeg uit Soria kon hij onmiddellijk een basisplaats afdwingen.  In totaal zou hij daar twee seizoenen vertoeven.
Vanaf het seizoen 2013-2014 zette hij een stapje terug en keerde hij terug naar zijn geboortestreek bij Barakaldo CF, een ploeg uit de Segunda División B.